# John Herschel
John Frederick William Herschel (Slough, 7 de marzo de 1792-Kent, 11 de mayo de 1871) fue un matemático y astrónomo británico, hijo del astrónomo William Herschel.
John Herschel popularizó el uso de la fecha juliana en astronomía e inventó la cianotipia. Acuñó los términos «fotografía», «negativo», «positivo» y descubrió el uso del tiosulfato de sodio como fijador de las sales de plata. También informó a Henry Fox Talbot de que su propio descubrimiento del tiosulfato de sodio fijaría sus fotografías haciéndolas permanentes.

## Comienzos y trabajos en astronomía

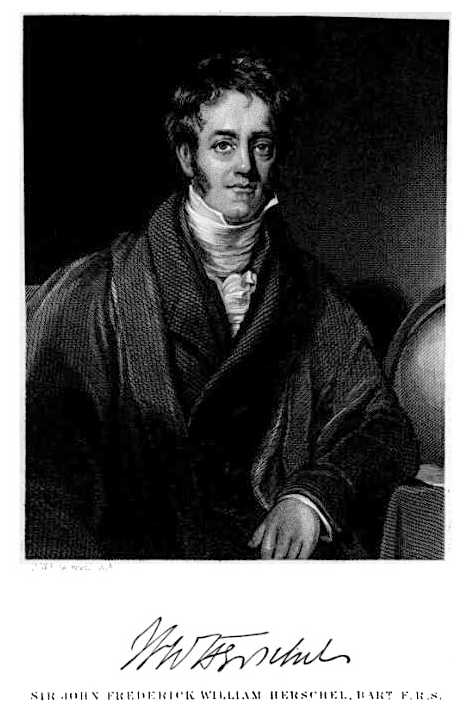
John Herschel (1846)

Herschel nació en Slough, Buckinghamshire, y estudió en Eton College y St John's College, Cambridge. Se graduó con la máxima puntuación en 1823. Durante su etapa de estudiante se hizo amigo de Charles Babbage y George Peacock; precisamente fue la corrección de errores sistemáticos en tablas astronómicas, tarea en la que trabajaron ambos, lo que animó a Babbage a construir una máquina automática de cómputo que eliminase el trabajo humano a sugerencia suya. 
Empezó con la astronomía en 1816, cuando construyó un telescopio reflector con un espejo de 45,72 cm de diámetro y 6,096 metros de largo. Fue uno de los fundadores de la Real Sociedad Astronómica en 1820, siendo su presidente en tres períodos: 1827-29, 1839-41 y 1847-49.
Entre 1821 y 1823 reexaminó, junto con James South, las estrellas binarias catalogadas por su padre. Por este trabajo logró en 1826 la Medalla de oro de la Real Sociedad Astronómica (la volvería a ganar en 1836) y la medalla Landale del Instituto de Francia en 1825. La Royal Society le otorgó además la Medalla Copley por sus contribuciones matemáticas. Fue nombrado Sir en 1831.

## Visita a Sudáfrica
En 1833 Herschel viajó a Sudáfrica para catalogar las estrellas, nebulosas y otros cuerpos celestes visibles desde el hemisferio sur. Pretendía completar la clasificación de los cielos del norte iniciada por su padre William y continuada por él mismo. Llegó a Ciudad del Cabo el 15 de enero de 1834. Entre sus observaciones se encontraba la vuelta del cometa 1P/Halley.
Sin embargo, además de su trabajo astronómico, este viaje a una remota zona del Imperio británico también le proporcionó un escape de las presiones a las que se hallaba sometido en Londres, donde era uno de los más buscados científicos de Inglaterra. Durante su estancia en Sudáfrica, se embarcaría en una amplia variedad de búsquedas científicas liberado del sentimiento de obligación hacia una comunidad. De hecho fue, como más tarde afirmaría, la época más feliz de su vida.
Intrigado por las ideas sobre una formación progresiva de los paisajes reflejadas en Principios de Geología de Charles Lyell, escribió a Lyell pidiendo una urgente búsqueda de las leyes naturales que se encontraban bajo «el misterio de los misterios» —cómo se crearon las especies— comenzando con el pareado:
Aquel que se adentre en tal pregunta no debe sentir miedo ni desfallecimiento
Para el alma cobarde o el corazón sin fe la búsqueda fue inútil
Tomando un punto de vista gradualista de la evolución comentó:
«¡Tiempo! ¡Tiempo! ¡Tiempo! - no debemos impugnar la cronología de Las Escrituras, pero debemos interpretarlas de acuerdo con lo que sea que parezca ser la verdad según investigaciones objetivas, ya que no puede haber dos verdades. Y realmente hay un margen suficiente: las vidas de los Patriarcas pueden ser razonablemente extendidas entre 5000 y 50 000 años cada uno como los días de la Creación a tantos mil millones de años».
El documento circuló, y Charles Babbage incorporó extractos en su Noveno Tratado de Bridgewater, que postulaba que las leyes estaban puestas por una entidad divina. Cuando el HMS Beagle llegó a Ciudad del Cabo, el capitán Robert FitzRoy y el joven naturalista Charles Darwin visitaron al eminente Herschel el 3 de junio de 1836. Más tarde, Darwin escribiría El Origen de las Especies influido por Herschel.

## Retorno a Inglaterra

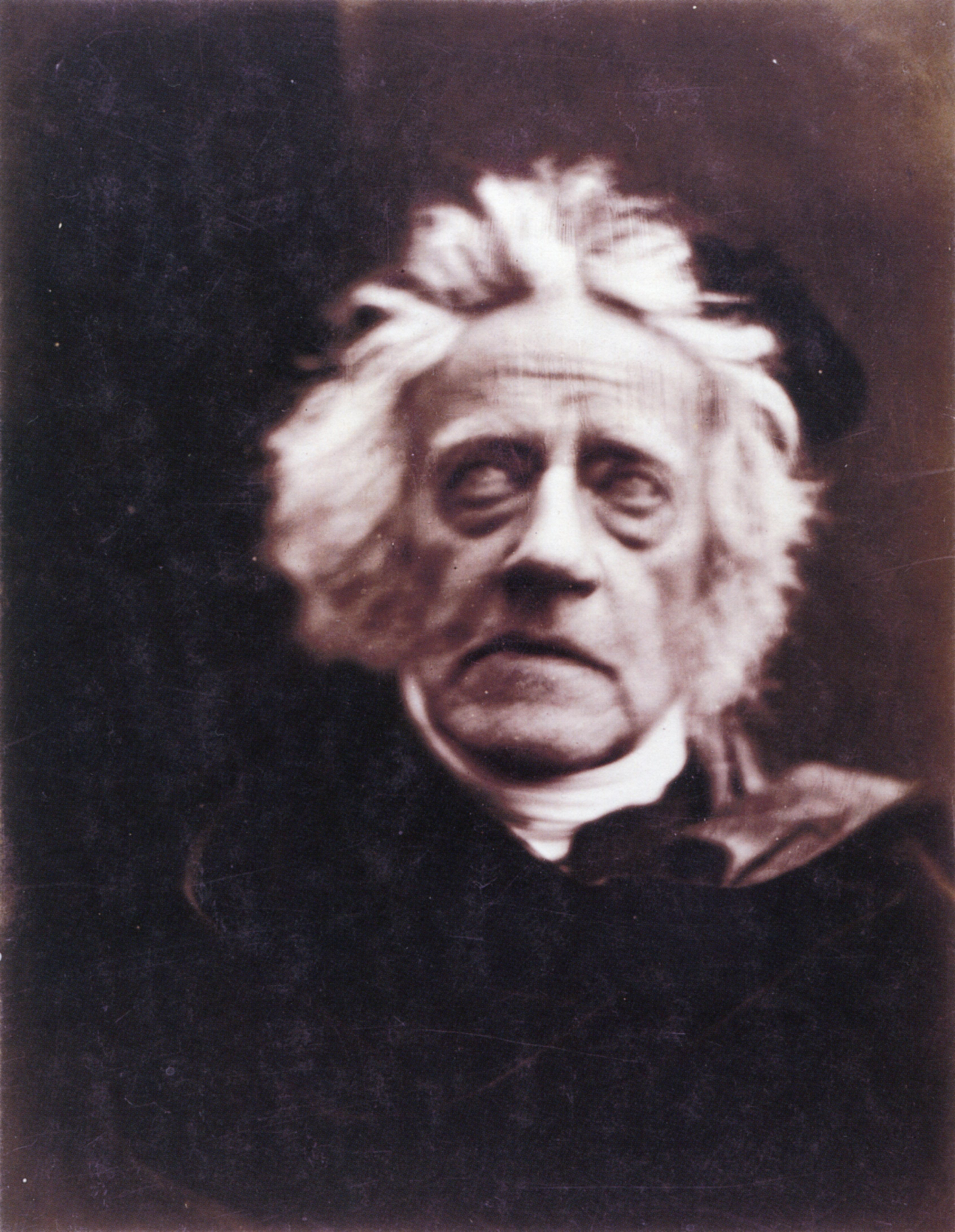
Herschel a los 75 años de edad. Fotografía de Julia Margaret Cameron.

Herschel volvió a Inglaterra en 1838 y publicó Resultados de observaciones astronómicas hechas en el Cabo de Buena Esperanza en 1847. En esta publicación propuso los nombres usados en nuestros días para los siete satélites de Saturno conocidos en esa época: Mimas, Encélado, Tetis, Dione, Rea, Titán y Jápeto.
En el mismo año, Herschel recibió su segunda Medalla Copley de la Royal Society por este trabajo. Unos años después, en 1852, propuso también los nombres de los cuatro satélites conocidos entonces de Urano: Ariel, Umbriel, Titania y Oberón.
Otros trabajos fueron Contornos de la astronomía (1849); Catálogo General de 10 300 Estrellas Múltiples y Dobles (publicado tras su muerte); Lecturas Familiares de Asuntos Científicos y Catálogo General de Nebulosas y Cúmulos de Estrellas.
A su muerte el 11 de mayo de 1871, se celebró un funeral nacional y fue enterrado en la abadía de Westminster.
En 1835, el New York Sun escribió una serie de artículos satíricos que fueron conocidos como Great Moon Hoax (El Gran Engaño de la Luna), donde se le adjudicaba a John Herschel el supuesto descubrimiento de vida en la Luna, incluyendo humanoides con aspecto de murciélago.
Tuvo tres hijos y nueve hijas. Uno de ellos, Alexander Stewart Herschel (1836-1907) también fue astrónomo.

## Eponimia
- El monte Herschel, en la Antártida, fue bautizado en 1841 en su honor por la expedición liderada por James Clark Ross.
- El cráter J. Herschel, en la Luna, toma de él su nombre.

## Bibliografía

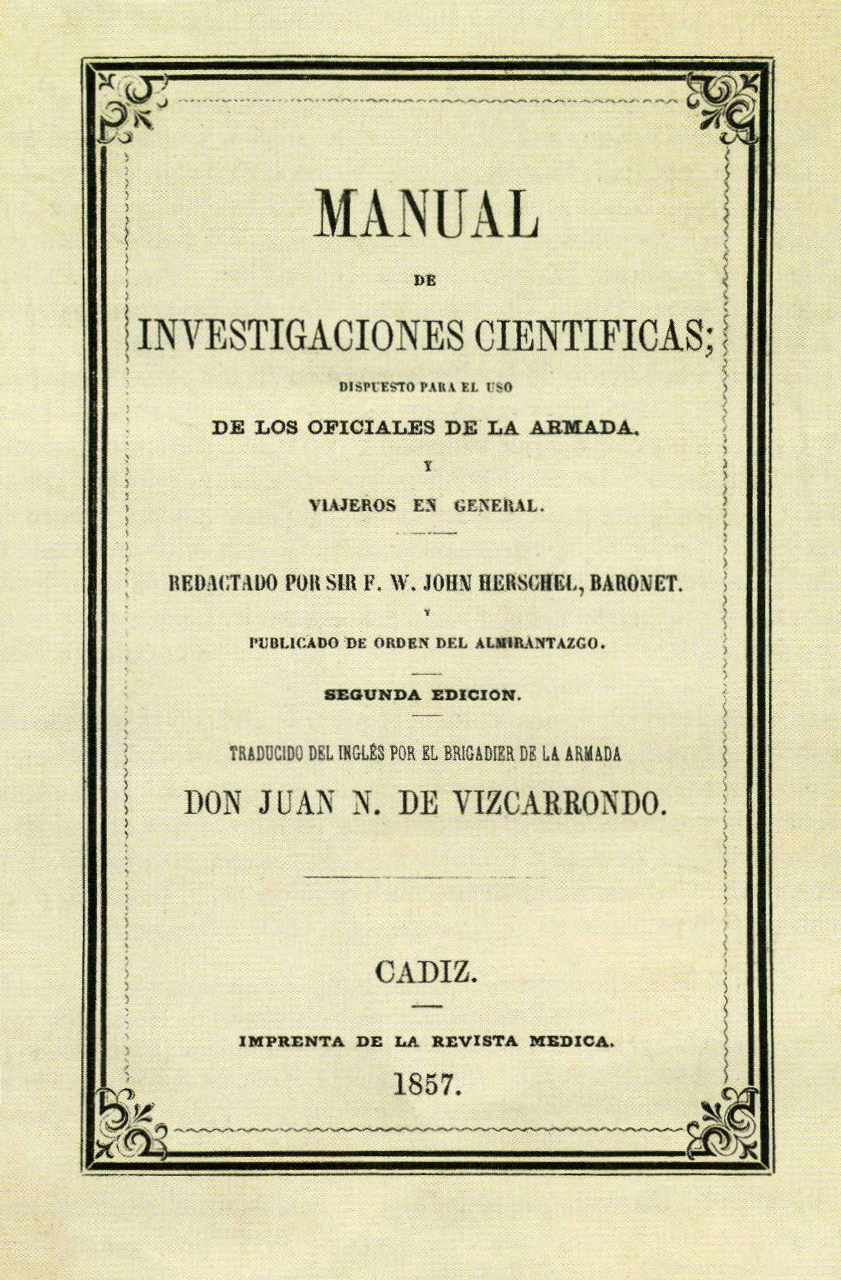
Portada de la traducción en España del libro A Manual of scientific enquiry (Juan N. de Vizcarrondo, 1857).